# Constantin von Waldburg-Zeil (Politiker)
Graf Constantin Leopold Karl Franz Wilhelm Christian Hugo von Waldburg zu Zeil und Trauchburg (* 1. April 1839 in Neutrauchburg; † 25. März 1905 in Meran) war ein Politiker aus Württemberg. Er entstammte der Linie Zeil des alten oberschwäbischen Adelsgeschlechts der Truchsesse von Waldburg.

## Leben und Wirken
Constantin war der Sohn des Fürsten Constantin von Waldburg zu Zeil und Trauchburg (* 1807; † 1862) und der Fürstin Maximiliane (* 1813; † 1874) und hatte noch fünf Geschwister. Er besuchte von 1857 bis 1859 die Universität München, ehe er zu Studienreisen nach Paris, Wien und Rom aufbrach. Von 1859 bis 1862 diente als Kavallerie-Offizier in der Württembergischen Armee und wurde 1862 im Rang eines Leutnants dem Ministerium des Äußeren als Berater in Militärangelegenheiten zugeordnet, zog sich aber alsbald ins Privatleben zurück. Von 1874 bis 1887 war er als Abgeordneter des Zentrums für den Wahlkreis Württemberg 17 (Ravensburg, Tettnang, Saulgau und Riedlingen) Mitglied des Reichstages. Graf Constantin gehörte der römisch-katholischen Kirche an und war seit 1863 mit Ludwina Freiin von Hruby und Gelenj (* 1837; † 1901) verheiratet.